# 倫蓬河
倫蓬河是俄羅斯的河流，屬於基利梅濟河的右支流，由烏德穆爾特共和國和基洛夫州負責管轄，河道全長158公里，流域面積1,550平方公里，發源自上卡馬高地。